# Aurland
Aurland  er en kommune i Vestland fylke i Norge.
Den ligger ved Sognefjordens sydlige fjordarme Aurlandsfjorden og Nærøyfjorden. Kommunen grænser i nord til Vik, i nord og øst til Lærdal, i øst til Hol, i syd til Ulvik, og i vest til Voss.

## Tusenårssted
Kommunens tusenårssted er stedet hvor den gamle stavkirke stod, på Rygg. Dette ligger centralt i Aurlandsvangen.

## Seværdigheder
- Undredal stavkirke
- Lensmannsstova

### Søer og vandfald
- Kjelfossen
- Kjosfossen
- Kongshellervatnet
- Langavatnet
- Nyhellervatnet
- Store Vargevatnet
- Viddalsdammen

## Kendte aurlendinger
- Absalon Pedersson Beyer
- Per Sivle